# لوکسژن یو۷
لاکسجن۷ اس‌یووی (Luxgen۷ SUV) خودرویی است که از سال ۲۰۱۰ تا ۲۰۲۰ تولید شده‌است. 
طراحی آن به صورت خودروهای موتور جلو-محور جلو، خودروهای موتور جلو-چهار چرخ متحرک می‌باشد. طول آن در حالت طبیعی ۴٬۸۰۰ میلیمتر (۱۸۹٫۰ اینچ)، عرض آن در حالت طبیعی ۱٬۹۳۰ میلیمتر (۷۶٫۰ اینچ)، ارتفاع آن در حالت طبیعی ۱٬۷۲۰–۱٬۷۶۰ میلیمتر (۶۷٫۷–۶۹٫۳ اینچ) و وزن آن در حالت طبیعی ۱٬۸۶۰–۱٬۹۶۰ کیلوگرم (۴٬۱۰۰–۴٬۳۲۰ پوند) است. 

## نگارخانه

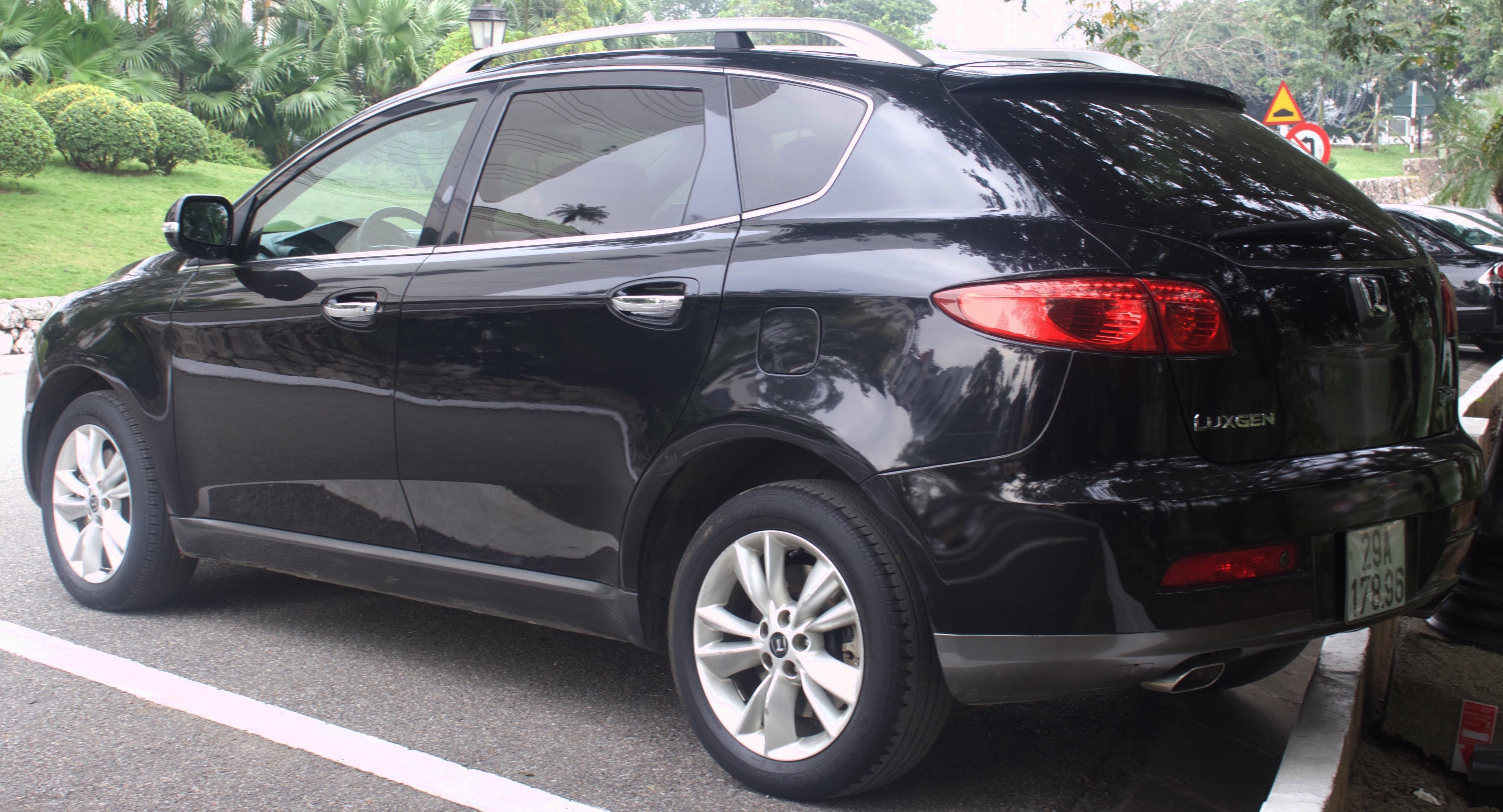
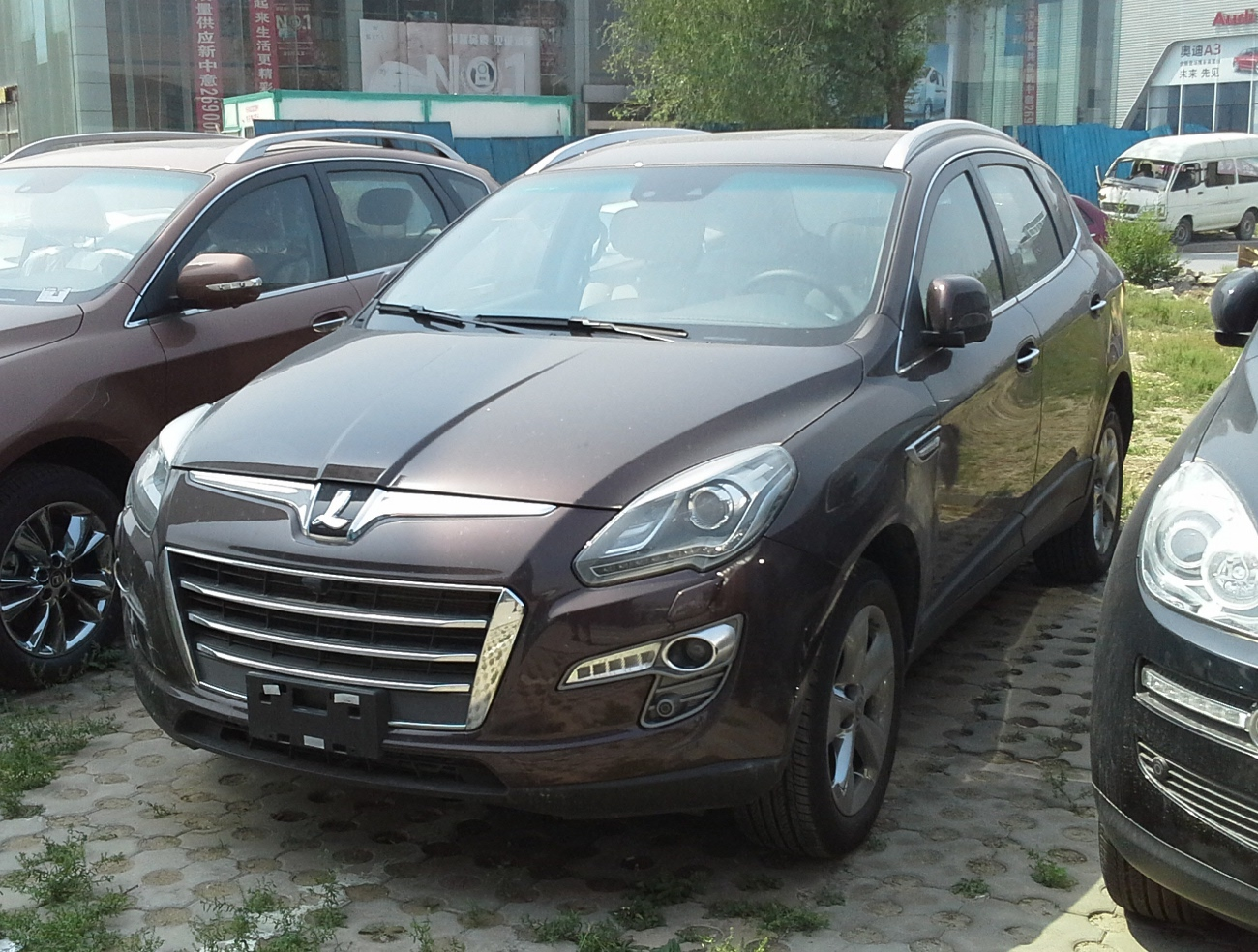
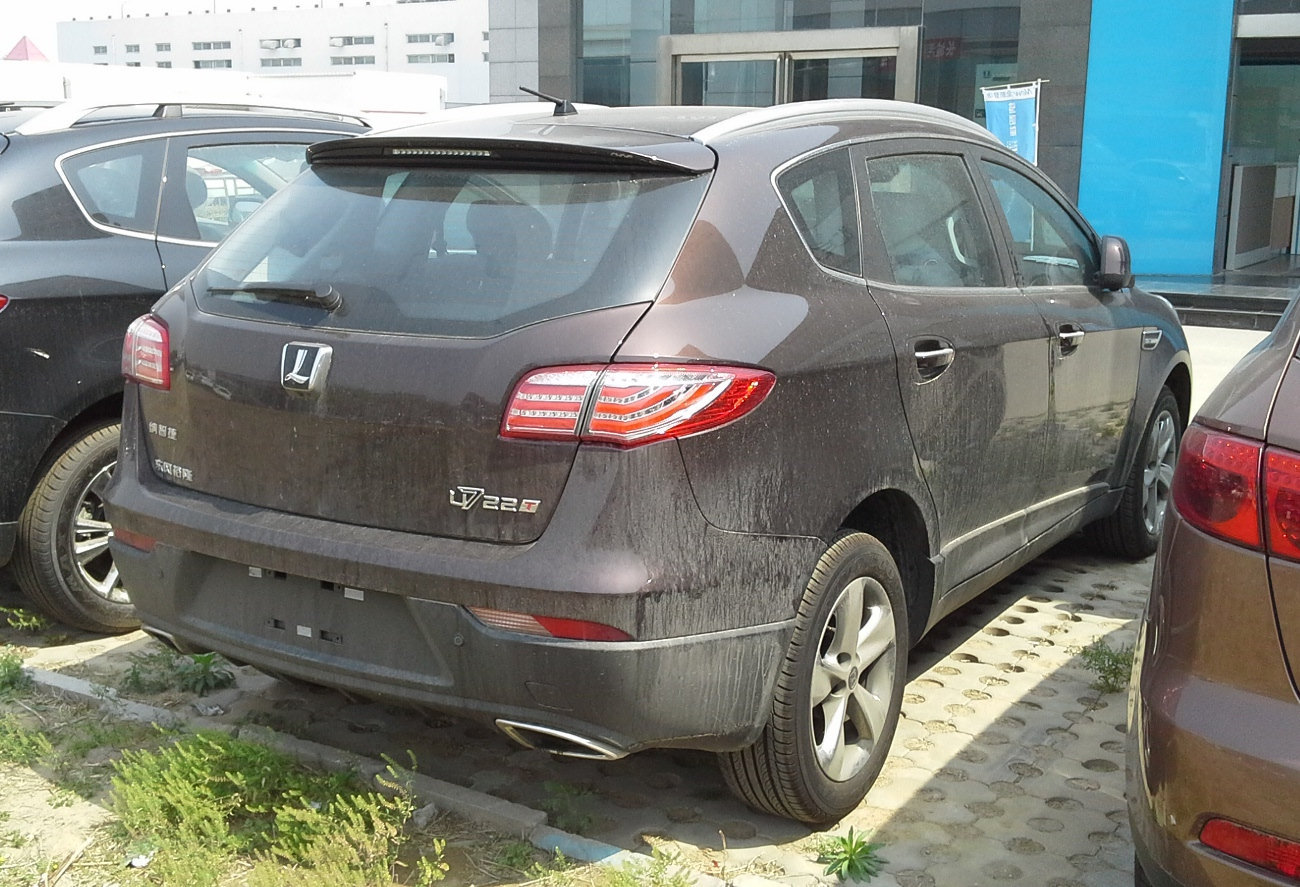